# War Office

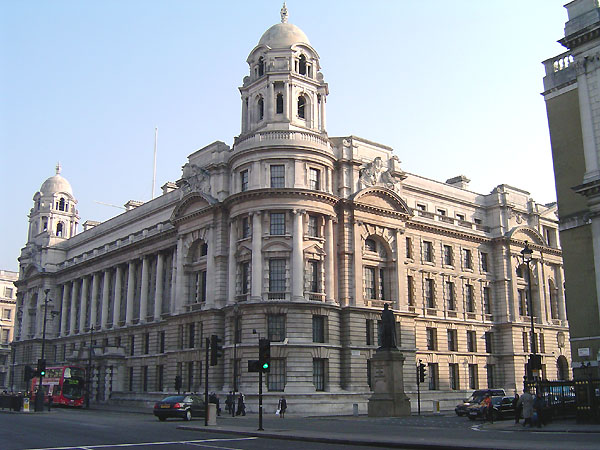
Gebäude des War Office in Whitehall, erbaut Anfang des 20. Jahrhunderts, heute noch in Benutzung durch das Ministry of Defence

Das War Office (deutsch Kriegsamt) war eine Abteilung (Department) bzw. ein Ministerium der Regierung des Königreichs England, des Königreichs Großbritannien und ab 1801 des Vereinigten Königreichs, das ab dem späten 17. Jahrhundert für die Administration des englischen stehenden Heeres bzw. der British Army zuständig war. Es bestand in dieser Form bis 1964, als das Verteidigungsministerium (Ministry of Defence) seine Funktionen übernahm.

## Geschichte
Als Gründer des War Office als Institution gilt allgemein William Blathwayt, der ab 1684 als Secretary at War eine Ausweitung der Kompetenzen seines Amtes durchsetzte. Zuvor hatte eine Anzahl unabhängiger Ämter und Kommissionen bestanden, darunter seit 1597 das Board of Ordnance. Für Fragen der Verteidigungspolitik war der sogenannte Kriegsrat (Council of War), bestehend aus dem Monarchen und seinen höchsten militärischen Beratern, zuständig. Für Marineangelegenheiten existierte ein separates Leitungsgremium, die Admiralität.
Dienstsitz war anfangs an verschiedenen Stellen in London, ab 1722 im Gebäude der Horse Guards. 1858 folgte der Umzug ins Cumberland House in der Pall Mall, bevor 1906 das War Office Building in Whitehall (heute als Old War Office bekannt) bezogen wurde.
Leiter war bis 1854 der sogenannte Secretary at War, als das Amt mit dem des Secretary of State for War, einem Posten im Kabinettsrang, der 1794 entstanden war, zusammengelegt wurde. Ursache für diese Ämterkonsolidierung war der Krimkrieg, der zahlreiche Schwächen der britischen Militärorganisation offengelegt hatte. Gleichzeitig musste der Secretary of State for War seine Zuständigkeit für die Kolonien abgeben, die im Colonial Office unter dem Secretary of State for the Colonies gebündelt wurden.
Die Aufgaben des War Office beschränkten sich lange Zeit auf die reine Verwaltungsfragen, der militärische Oberbefehl lag hingegen beim Oberbefehlshaber der Armee. Dieser war bis zu den Cardwell-Reformen am Ende des 19. Jahrhunderts dem War Office in keiner Weise untergeordnet. Der langjährige Oberbefehlshaber von 1856 bis 1895, der 2. Duke of Cambridge, widersetzte sich seinen Einflussverlust erfolgreich. Die mangelnde Führungsstärke des britischen Militärs wurde erneut im Zweiten Burenkrieg (1899–1902) offenbart. Infolgedessen wurde 1902 für strategische Fragen, die das gesamte Britische Weltreich betrafen, das Committee of Imperial Defence geschaffen. An die Stelle des Oberbefehlshabers der Armee trat 1904 der Chef des Generalstabs, seit 1908 Chef des Imperialen Generalstabes.
Die Bedeutung des War Office ging nach dem Ersten Weltkrieg stetig zurück, was sich auch im Rückgang der Zahl der Beschäftigten ausdrückte. Die neugeschaffene Royal Air Force hatte 1918 ihr eigenes Ministerium, das Air Ministry, erhalten. 1936 wurde in der Regierung Baldwin ein Minister for Co-ordination of Defence ernannt, ein ähnliches Amt, wie es zu dieser Zeit auch in anderen europäischen Ländern (z. B. Frankreich) entstand. Beim Amtsantritt Winston Churchills als Premierminister übernahm dieser gleichzeitig den Posten des Minister of Defence, obwohl hierfür bis 1947 kein eigenes Ministerium existierte. In Churchills Kriegskabinett war der Secretary of State for War nicht vertreten.
Eine weitere Änderung ergab sich 1947 mit der Einrichtung des Ministry of Defence mit einem eigenen Minister. 1964 wurden mit dem Defence (Transfer of Functions) Act die Aufgaben von War Office, Admiralität und Air Ministry dem Verteidigungsministerium übertragen und die bisher bestehenden Einzelministerien aufgelöst.
Ab 1906 war das War Office in einem monumentalen Bau im Stadtteil Whitehall untergebracht, das bis heute vom Verteidigungsministerium genutzt wird. Im Dezember 2014 wurde das Gebäude für eine nicht öffentlich bekannt gegebene Summe an das indische Konsortium Hinduja Group verkauft und soll in ein Luxushotel umgewandelt werden. Der Verkauf wurde verschiedentlich als Ausverkauf öffentlichen, zumal historisch bedeutsamen Eigentums und Kulturguts kritisiert.

## Sonstiges
Die Akten des War Office werden unter der Kennung WO in den National Archives aufbewahrt.
Der einzige Soldat, der jemals das War Office leitete, war von August 1914 bis zu seinem Tod 1916 Feldmarschall Herbert Kitchener, 1. Earl Kitchener of Khartoum.